# Škabo
Škabo, en serbe cyrillique Шкабо, de son vrai nom Бошко Ћирковић et Boško Ćirković (né en 1976 à Belgrade), est un rappeur et un producteur de musique serbe. Il a sorti deux albums en tant que membre du groupe Beogradski Sindikat, un album solo et un album avec sa femme (sous le nom de groupe PKS).

## Biographie
Škabo est né à Belgrade, dans le quartier de Dorćol, l'un des plus anciens quartiers de la capitale serbe.
Avant Beogradski Sindikat, Škabo était membre d'un groupe de rap underground appelé Red Zmaja (« Ordre du Dragon ». Puis, en 1999, avec huit autres MC, il a créé le groupe Beogradski Sindikat. Il a ainsi participé à la réalisation de son premier album, BSSST...Tišinčina.
De 2001 à 2005, Škabo a travaillé en tant que présentateur à la station de radio SKC. Son émission était intitulée Sindikalni termin, qui traitait de l'actualité du hip-hop serbe.
Pendant l'année 2003, il écrivait quotiennement dans les colonnes du journal Glas javnosti.
Il est également un des fondateurs et le CEO de la société Magmedia, qui travaille dans le domaine de la protection et de l'exploitation de la propriété intellectuelle.

## Discographie
En tant que membre de Sindikat :
- 2001 : BSSST...Tišinčina (Automatik Records)
- 2005 : Svi zajedno (Prohibicija)

Solo :
- 2003 : Sam (One Records)

En tant que membre de PKS :
- 2005 : PVO (Magmedia)